# Llau de Montibarri
La Llau de Montibarri, és una llau de l'antic terme de Gurp de la Conca, actualment inclòs en el terme municipal de Tremp, al Pallars Jussà.
Es forma a Montibarri, en els vessants de llevant i baixa pel nord de les Bordes del Seix en direcció llevant, lleugerament inflexionat cap al nord. S'aboca en el barranc de Grau, al sud-est del poble de Gurp.